# 貝米爾斯鎮區 (密歇根州)
貝米爾斯鎮區（英語：Bay Mills Township）是位於美國密西根州契皮瓦縣的一個行政鎮區。

## 地方資料
貝米爾斯鎮區的面積為253.70平方千米，當中陸地面積為167.70平方千米，而水域面積為86.00平方千米。根據2020年美國人口普查的數據，當地共有人口1327人，而人口密度為每平方千米5.23人。